# Tsukumizu
Tsukumizu (つくみず) é um mangaká japonês pseudônimo. Entre suas obras notáveis estão incluídos o mangá iyashikei pós-apocalíptico Shōjo Shūmatsu Ryokō e o mangá de quatro painéis de comédia surreal Shimeji Simulation.

## Biografia
Tsukumizu lia extensivamente desde a época do ensino fundamental e leu romances durante todo o ensino médio. Ele cita Norwegian Wood e Dance Dance Dance de Haruki Murakami e Kirakira Hikaru de Kaori Ekuni como tendo influenciado os temas por trás de Shōjo Shūmatsu Ryokō.
No ensino médio, ficou interessado em anime e começou a desenhar moe no terceiro ano. Este interesse se expandiria também ao mangá. Tsukumizu frequentou a Universidade de Educação de Aichi e desejava estudar pintura para tornar-se um professor de arte. Naquele momento, via desenhar mangá somente como um passatempo.
Como estudante de ensino superior, Tsukumizu amava filmes de guerra, especialmente O Resgate do Soldado Ryan. O Kettenkrad que aparece em Shōjo Shūmatsu Ryokō é uma homenagem ao filme.
Em 2013, publicou um dōjinshi de Touhou Project chamado Flan Wants to Die, sobre uma vampira chamada Flan que deseja morrer.
No segundo ano do ensino superior, Tsukumizu começou a desenhar mangás e foi convidado a um círculo de mangá por um amigo. Ele regularmente publicava seu trabalho na Internet e isso chamou a atenção da editora Shinchosha. Sua primeira obra comercialmente publicada foi Shōjo Shūmatsu Ryokō, que foi adaptada para anime em 2017.
Sua seguinte série, Shimeji Simulation, começou a ser serializada na revista Comic Cune da Media Factory em 26 de janeiro de 2019 e teve seu último capítulo publicado na mesma revista em 27 de novembro de 2023.

## Obras
- Flan Wants to Die (2013)
- Shōjo Shūmatsu Ryokō (2014–2018)
- Shimeji Simulation (2019–2023)